# Język arumuński
Język arumuński lub macedo-rumuński – język z grupy grupy romańskiej, należący do języków wschodnioromańskich.

## Rozprzestrzenienie
Liczba jego użytkowników jest przedmiotem sporów. Własne szacunki organizacji mniejszości etnicznych i narodowych stwierdzają, że na co dzień może się nim posługiwać nawet 2 mln osób, natomiast według oficjalnych statystyk jest nie więcej niż 250 tys. aktywnych użytkowników. Największa grupa użytkowników żyje w północnej Grecji, poza tym ok. 100 tys. w Macedonii Północnej, 40 tys. w Bułgarii oraz 5 tys. w Albanii. Mniejsze grupy użytkowników żyją także na terenie Rumunii, Serbii, Czarnogóry oraz Bośni i Hercegowiny. Arumuńska grupa etniczna liczy ok. 700 tys. osób.
Arumuński używany jest również przez diasporę, np. w USA, dokąd od XIX w. kierowały się z Bałkanów kolejne fale emigracji. Jednakże ze względu na procesy asymilacji oraz przesunięcie autoidentyfikacji na powstałe lub ugruntowane narody bałkańskie (np. Grecy, Rumuni, Bułgarzy) „świadomość arumuńska”, jak i żywy język są w zaniku. Jego użytkowanie ogranicza się w zasadzie do niewielkich towarzystw kulturalnych (np. działające w USA od 1903 roku Society Farsarotul).
Obecnie do jego zapisu stosuje się zarówno alfabet łaciński, jak i grecki, choć przy dokonywanej w ostatnim czasie standaryzacji alfabet łaciński ma jednoznaczną przewagę. Do XIX w. najczęściej stosowano cyrylicę. W XVIII w. ukazywała się prasa po arumuńsku, wydany też został słownik arumuńsko-grecki (patrz: Moskopole). W latach 1881–1889 przetłumaczono na arumuński fragmenty Biblii.
Język ten uzyskał status języka urzędowego w jednej z gmin w Macedonii Północnej. Nie posiada rozbudowanego szkolnictwa, jest też nauczany w stopniu podstawowym w Rumunii (gdzie traktowany jest jako dialekt rumuńskiego) oraz w Macedonii Północnej. Jego użytkownicy ulegają stopniowej asymilacji i porzucają arumuński na rzecz języków powszechnie używanych w danym kraju (przede wszystkim greckiego i rumuńskiego).